# 愛德華多·卡馬文加
愛德華多·塞爾米·卡馬文加（法語：Eduardo Celmi Camavinga，2002年11月10日—），剛果民主共和國裔法國職業足球員，司職中場，也可以擔任左閘。現效力西甲俱樂部皇家馬德里。2020年9月8日，他以17歲9個月之齡成為二戰以來法國最年輕的國腳。

## 早年與個人生活
卡馬文加在2002年11月10日出生位於安哥拉卡賓達省邊境，鄰近剛果民主共和國的米孔热難民營，父母皆是來自金沙薩的剛果民主共和國人，因為第二次剛果戰爭的關係而逃到難民營。卡馬文加有六個兄弟姐妹，在其兩歲時，他與家人一起搬到位於法國伊勒-維萊訥省的富熱爾，並在當地長大。2013年，卡馬文加的家遭遇火灾，摧毀了家庭的大部分財產，他稱這促使其在足球事業上更費心力。
卡馬文加曾學習過柔道一段時間，後來為了專注在足球上才放棄。2020年7月7日，他在沒有評語的情況下獲得普通類ES組法國業士文憑。

## 俱樂部生涯

### 雷恩
卡馬文加自11歲起便是雷恩青訓體系的一員，他於2018年12月14日簽下其人生第一份職業合同，時年僅16歲1個月，是雷恩史上最年輕的職業球員。2019年4月16日，卡馬文加於3–3打平昂熱的比賽中首次在法甲亮相，以16歲4個月之齡成為雷恩史上最年輕的一線隊球員。
2019年8月18日，卡馬文加在對上巴黎聖日耳門的比賽中取得一個助攻，助球隊以2–1取勝，賽後更收穫全場最佳球員。同年12月15日，他在對陣里昂的比賽中射入絕殺一球，以1–0險勝。

### 皇家馬德里
2021年8月31日，皇家馬德里宣佈從雷恩簽下卡馬文加，合約為期六年，轉會費約為3000萬歐元。
2023年11月7日，皇马宣布与卡马文加续约，合同有效期至2029年6月30日。

## 國家隊生涯
卡馬文加擁有安哥拉國籍，雖於兩歲時已移居至法國，但直到2019年11月5日才取得其公民權。兩天後，他被列入法國U21對上喬治亞U21和瑞士U21的大名單中，以取代入選成年隊的古恩度斯。
2020年8月27日，卡馬文加在博格巴確診嚴重特殊傳染性肺炎後被徵召進入法國國家隊，使他成為自1932年以17歲9個月17天之齡的熱拉爾入選國家隊後，最年輕的被徵召法國國腳。同年9月8日，他在對上克羅地亞的歐國聯小組賽中於下半場入替簡迪，首次為「高盧雄雞」披甲上陣，該場比賽他們以4–2取勝。這次上陣使卡馬文加成為繼在1914年時年僅17歲9個月29天之齡的加斯泰熱後，法國最年輕的國腳，也是二戰以來該國最年輕的足球國家隊成員。
2020年10月7日，卡馬文加在對上烏克蘭的比賽中用倒掛的方式於9分鐘先拔頭籌，除了助球隊以7–1大勝外，也取得其首個國際賽進球，使他成為自1914年的加斯泰熱後法國國家隊最年輕的進球國腳。
2022年11月，卡馬文加入选2022年卡塔尔世界杯法國國家隊大軍。

## 生涯數據

### 俱樂部
最後更新：2021年9月1日
| 俱樂部     | 球季     | 聯賽     | 聯賽 | 聯賽 | 盃賽 | 盃賽 | 聯賽盃 | 聯賽盃 | 州際賽 | 州際賽 | 其他 | 其他 | 總計 | 總計 |
| 俱樂部     | 球季     | 聯賽     | 上陣 | 進球 | 上陣 | 進球 | 上陣   | 進球   | 上陣   | 進球   | 上陣 | 進球 | 上陣 | 進球 |
| ---------- | -------- | -------- | ---- | ---- | ---- | ---- | ------ | ------ | ------ | ------ | ---- | ---- | ---- | ---- |
| 雷恩       | 2018–19  | 法甲     | 7    | 0    | 0    | 0    | 0      | 0      | 0      | 0      | —    | —    | 7    | 0    |
| 雷恩       | 2019–20  | 法甲     | 25   | 1    | 5    | 0    | 1      | 0      | 4      | 0      | 1    | 0    | 36   | 1    |
| 雷恩       | 2020–21  | 法甲     | 35   | 1    | 0    | 0    | —      | —      | 4      | 0      | —    | —    | 39   | 1    |
| 雷恩       | 2021–22  | 法甲     | 4    | 0    | 0    | 0    | —      | —      | 2      | 0      | —    | —    | 6    | 0    |
| 總計       | 總計     | 總計     | 71   | 2    | 5    | 0    | 1      | 0      | 10     | 0      | 1    | 0    | 88   | 2    |
| 皇家馬德里 | 2021–22  | 西甲     | 0    | 0    | 0    | 0    | —      | —      | 0      | 0      | 0    | 0    | 0    | 0    |
| 生涯總計   | 生涯總計 | 生涯總計 | 84   | 6    | 5    | 0    | 1      | 0      | 10     | 0      | 1    | 0    | 101  | 6    |

1. ↑  球季因2019冠状病毒病疫情而腰斬
2. ↑  歐足總歐洲聯賽
3. ↑  法國超級盃
4. ↑  歐洲冠軍聯賽
5. ↑  欧洲协会联赛

### 國家隊
最後更新：2020年10月14日
| 國家隊 | 年份 | 上陣 | 入球 |
| ------ | ---- | ---- | ---- |
| 法國   | 2020 | 3    | 1    |
| 總計   | 總計 | 3    | 1    |

#### 國家隊入球
| 球數 | 日期          | 場館                   | 對手   | 比數 | 結果 | 性質 |
| ---- | ------------- | ---------------------- | ------ | ---- | ---- | ---- |
| 1    | 2020年10月7日 | 法國聖坦尼法蘭西體育場 | 乌克兰 | 1–0  | 7–1  | 友賽 |

## 榮譽

### 俱樂部
皇家馬德里
- 西班牙甲組足球聯賽冠軍：2021-22、2023-24
- 歐洲聯賽冠軍盃冠軍：2021–22、2023–24
- 歐洲超級盃冠軍：2022、2024
- 西班牙超級盃冠軍﹕2021–22[22]、2023–24
- 世界冠軍球會盃冠軍：2022[23]
- 西班牙國王盃冠軍：2022-23

### 個人
- 職業足球運動員全國聯盟法甲每月最佳球員（英语：UNFP Player of the Month）：2019年8月[24]

## 外部連結
- 愛德華多·卡馬文加在BDFutbol中的档案
- 愛德華多·卡馬文加在 National-Football-Teams.com 上的出场纪录
- Soccerway資料庫：愛德華多·卡馬文加